# Betonzusatzstoffe
Betonzusatzstoffe sind pulverförmige oder flüssige Zusätze („Additive“), die bestimmte Eigenschaften des Betons beeinflussen. Sie dürfen dem Beton nur zugegeben werden, wenn sie das Erhärten des Zements, die Festigkeit und die Beständigkeit des Betons sowie den Korrosionsschutz der Bewehrung nicht beeinträchtigen. Im Gegensatz zu Betonzusatzmitteln sind sie bei der Erstellung der Rezeptur des Betons als Volumenbestandteile zu berücksichtigen. Nicht zu den Betonzusatzstoffen wird die Gesteinskörnung (früher „Zuschlag“) gezählt.
Wenn Betonzusatzstoffe verwendet werden sollen, muss im Vorfeld die Zusammensetzung des Betons mit Eignungsprüfungen, wie sie beispielsweise die DIN 1045 vorschreibt, festgelegt werden.

## Mineralische Feinstoffe
- Gesteinsmehl
- Puzzolanische Stoffe:
  - Flugasche, meist aus der Steinkohlenverbrennung, seltener aus der Braunkohlenverbrennung
  - Tuff, Trass
  - Silicastaub

In Österreich sind sogenannte AHWZ (aufbereitete, hydraulisch wirksame Zusatzstoffe) durch ÖNORM B 3309 als pulverförmige Betonzusatzstoffe genormt.

## Organische Stoffe
- Kunstharze in Form von Dispersionen („Kunstharzdispersionen“) zur Verbesserung von Verarbeitbarkeit und Haftung

## Weitere Stoffe
- Farbpigmente zum Einfärben des Betons
- Stahl-, Glas- oder Kunststofffasern für Faserbeton